# Heinrich Reimer (Archivar)
Heinrich Georg Reimer (* 30. April 1848 in Berlin; † 1. August 1922 in Marburg) war ein deutscher Historiker und Archivar.
Heinrich Reimer war der Sohn des Verlegers und Buchhändlers Dietrich Reimer und seiner Frau Henriette Hirzel. Er war ein Enkel des Verlegers Georg Andreas Reimer sowie ein Neffe des Verlegers Salomon Hirzel. Er war ein Schwager des Geologen Emanuel Kayser sowie des Physikers Heinrich Kayser sowie ein Neffe des Historikers und Literaturnobelpreisträgers Theodor Mommsen.
Heinrich Reimer studierte Geschichte an den Universitäten Berlin, Bonn und Zürich. An der Universität Bonn wurde er 1870 zum Dr. phil. promoviert.
Im Jahr 1873 trat er beim Generallandesarchiv Karlsruhe als Hilfsarbeiter in den Archivdienst ein. 1875 wechselte er an das Staatsarchiv Marburg (zunächst als Archivhilfsarbeiter, dann als Archivassistent, 1876 Archivsekretär, 1879 Archivar 2. Klasse, 1885 Archivar 1. Klasse, 1889 Archivrat, 1902 Geheimer Archivrat).
Am 4. Juli 1879 heiratete er in Berlin die Malerin Marie Kayser, verheiratete Reimer.
Im Oktober 1903 wurde er Leiter, 1906 Direktor des Preußischen Staatsarchivs Koblenz. Von Oktober 1912 bis zu seinem Ruhestand im September 1914 war er Direktor des Staatsarchivs Marburg.
Heinrich Reimer war Mitarbeiter der Monumenta Germaniae Historica und der Allgemeinen Deutschen Biographie.

## Schriften (Auswahl)
- (Bearb.): Hessisches Urkundenbuch. Abt. 2: Urkundenbuch zur Geschichte der Herren von Hanau und der ehemaligen Provinz Hanau. Vier Bände (= Publikationen aus den k. preußischen Staatsarchiven, Bde. 48, 51, 60 u. 69). Hirzel, Leipzig 1891–1897.
- Das Königliche Schloss zu Coblenz. Ein geschichtlicher Führer. 2. Aufl. Groos, Koblenz 1907.
- Verfall der Deutschordensballei Koblenz im 15. Jahrhundert. In: Trierisches Archiv, Bd. 14 (1907), S. 1–42.
- Einwirkung der Reformation auf Coblenz im 16. Jahrhundert. In: Monatshefte für rheinische Kirchengeschichte, Bd. 5 (1911), S. 267–286.
- Kirchenbücher aus den Regierungsbezirken Coblenz und Trier (= Mitteilungen der Preußischen Archivverwaltung, H. 22). Hirzel, Leipzig 1912.
- (Bearb.): Historisches Ortslexikon für Kurhessen (= Veröffentlichungen der Historischen Kommission für Hessen und Waldeck, Bd. 14). Elwert, Marburg 1926 (Neudruck 1974, ISBN 3-7708-0510-0).